# Viktor Velitchkine
Viktor Andreïevitch Velitchkine (Ви́ктор Андре́евич Вели́чкин), né en 1863 et mort en 1921, est un architecte et ingénieur civil russe; auteur de l'hôtel Savoy à Moscou et maître du « Modern style » moscovite (nom donné à l'Art nouveau en Russie).

## Biographie
Il naît le 12/24 septembre 1863 et étudie à l'École commerciale impériale de Saint-Pétersbourg, après quoi il entre à l'Institut du génie civil de Saint-Pétersbourg dont il sort diplômé en 1883. Il y a pour condisciples Lev Kekouchev, Illarion Ivanov-Schitz et Nikolaï Markov, devenus aussi des architectes de renom. Une fois diplômé, Velitchkine travaille pour différents ouvrages civils.
Devenu ingénieur civil de premier rang en 1888, il étudie pendant six mois l'architecture en voyageant en Europe de l'Ouest et en Europe du Sud. Il devient fonctionnaire du ministère de l'intérieur en 1889. Il devient membre de la Société des architectes de Saint-Pétersbourg en 1891. Il s'occupe à des travaux de construction dans le gouvernement de Riazan (entreprise vinicole du domaine de la famille von Dervies, hôtel  particulier Sazonov). En 1893, il est nommé architecte de la partie de Souchtchiovo de Moscou. En 1896, il travaille comme architecte de la Société de crédit municipal de Moscou, puis de la Compagnie d'assurance « Rossia ».
En 1911, il est nommé architecte des théâtres impériaux pour Moscou. Parallèlement, il est architecte pour une clientèle privée, son bureau se trouvant dans la prestigieuse rue Ostojenka au n° 14.
Il meurt en 1921 en pleine guerre civile.
Sa fille, Nina Viktorovna (1914-1977), diplômée de l'Institut d'architecture de Moscou, épouse l'architecte Alexandre Opolovnikov. Leur fille, Elena Opolovnikova, devient aussi architecte.

## Quelques œuvres
- Entrepôts et chais vinicoles en collaboration avec Nikolaï Fadeïev (1891, rue Volotchaïevskaïa, 12-18)[4], au patrimoine protégé culturel;
- Participation à la construction de l'immeuble de rapport de la Compagnie d'assurance « Rossia » avec Nikolaï Proskourine et Otto von Dessien (1897-1903, Moscou, 6, boulevard Stretensky);
- Entrepôt de vin (usine Kristall) avec Fadeïev, (1890, Moscou, 4, rue Samokatnaïa);
- Immeuble de rapport (1900, Moscou, 32, rue Nijnaïa Krasnosselskaïa);
- Immeuble de rapport Sidamon-Eristov (1911, Moscou, 13/31 chemin Ermolaïevski — 31/13 rue Malaïa Bronnaïa), inscrit au patrimoine culturel protégé;
- Immeuble de rapport (1902, Moscou, 2, chemin Granaty);
- Immeuble de rapport Oboukhov-Obolenski (1908, Moscou, chemin Kamergerski, 5/7 bât. 2 — rue Bolchaïa Dmitrovka, 7/5);
- Hôtel Savoy (1912, Moscou, rue Rojdestvenka, 3);
- Immeuble de rapport (1912, Moscou, rue Sadovaïa-Koudrinskaïa, 32);
- Immeuble de rapport Oboukhov-Obolenski (1913, Moscou, Kamergerski, 5/7 bât. 1).

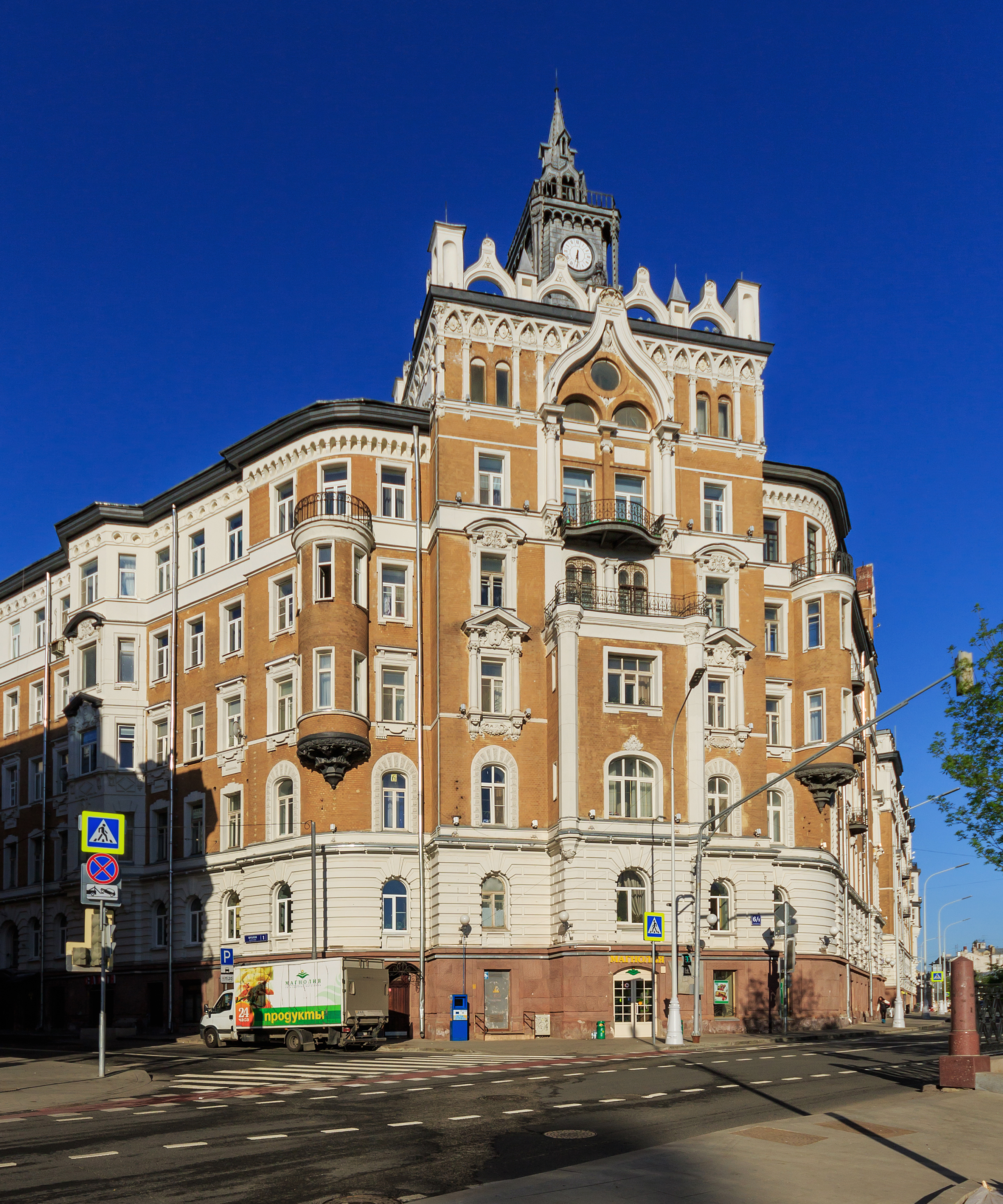
Immeuble de rapport Rossia, 6,boulevard Sretensky.
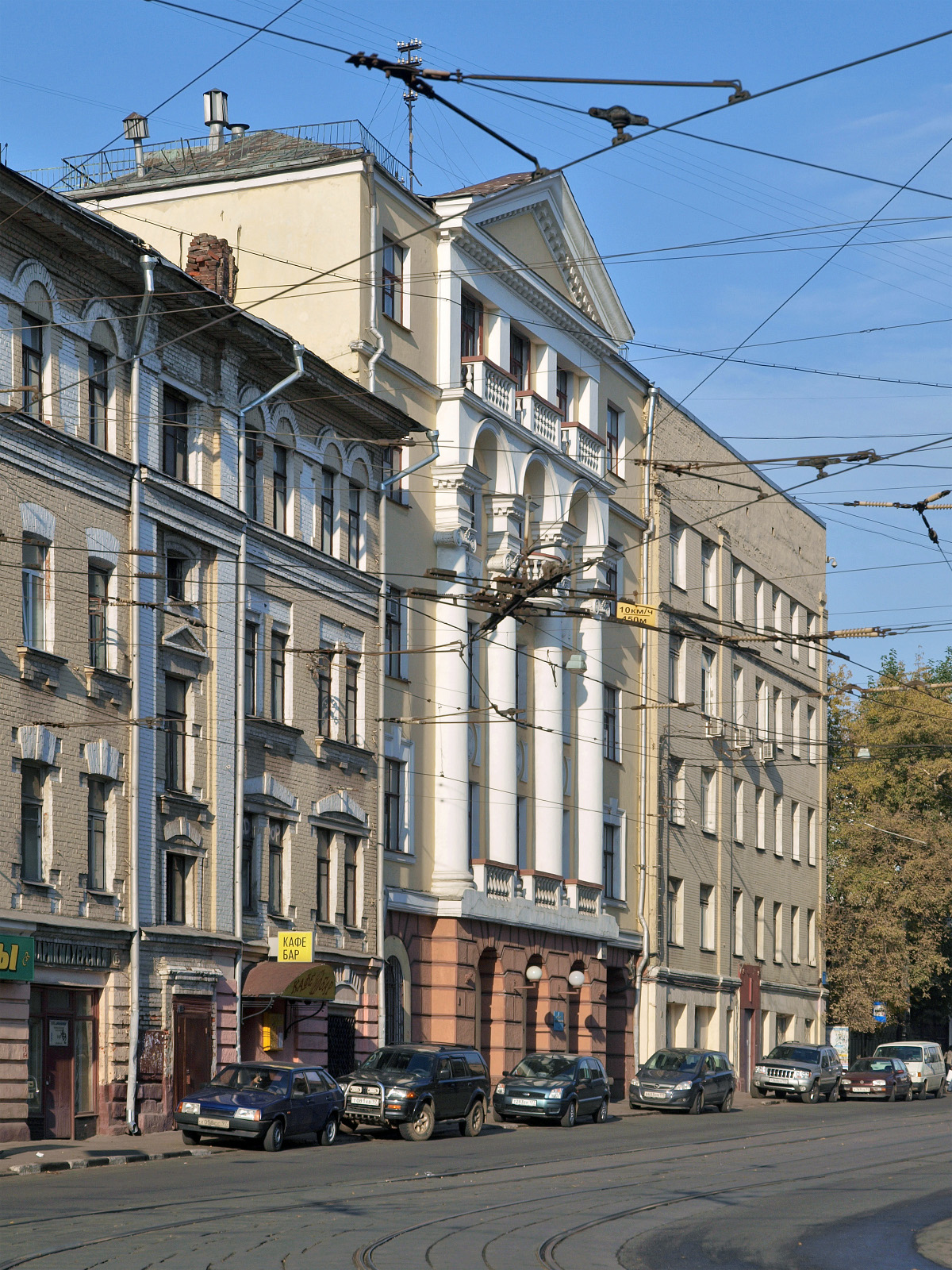
Rue Nijnaïa Krasnosselskaïa, 32, 30, 28, Moscou.
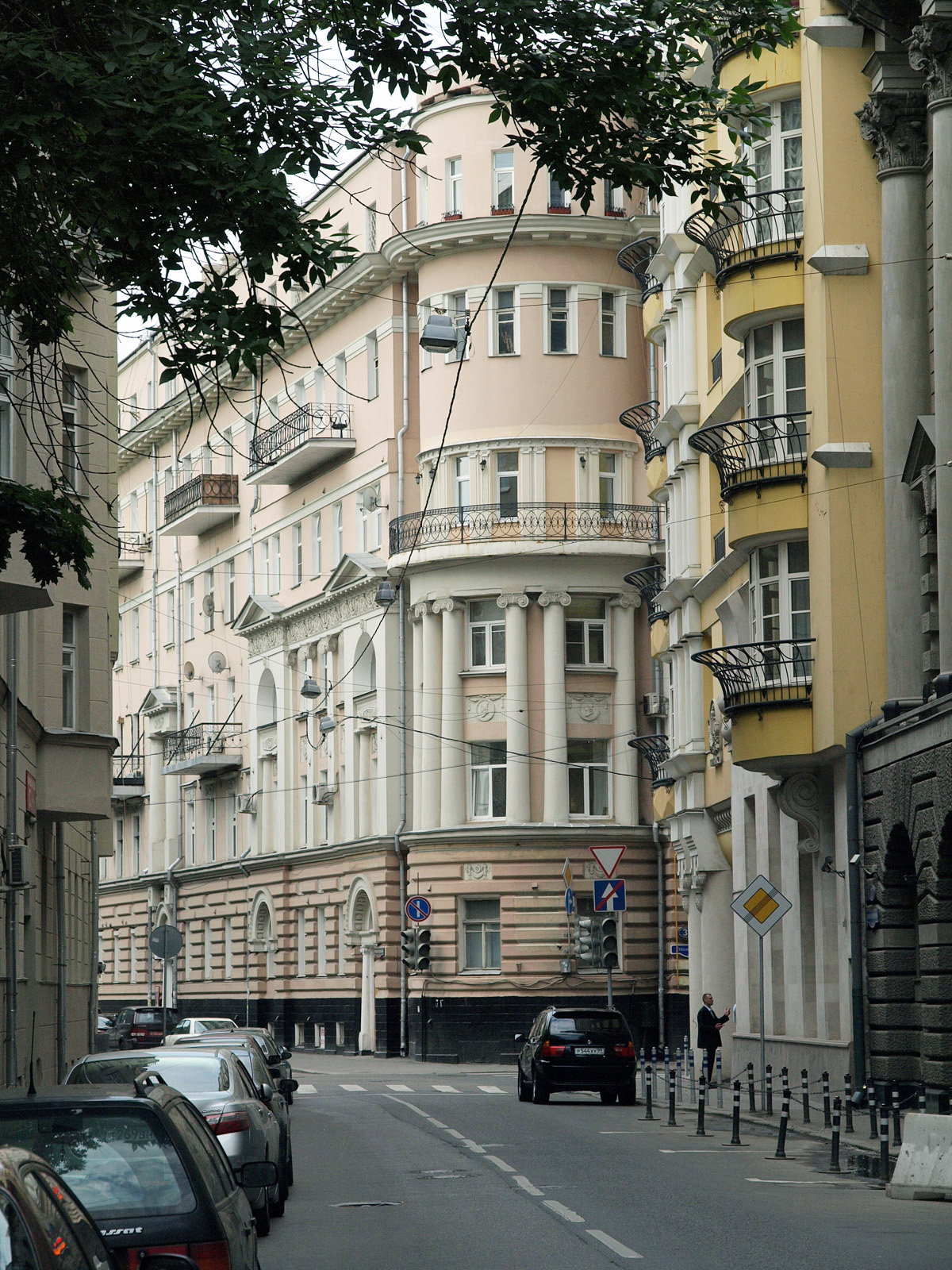
Immeuble de rapport Sidamon-Eristov, Moscou.
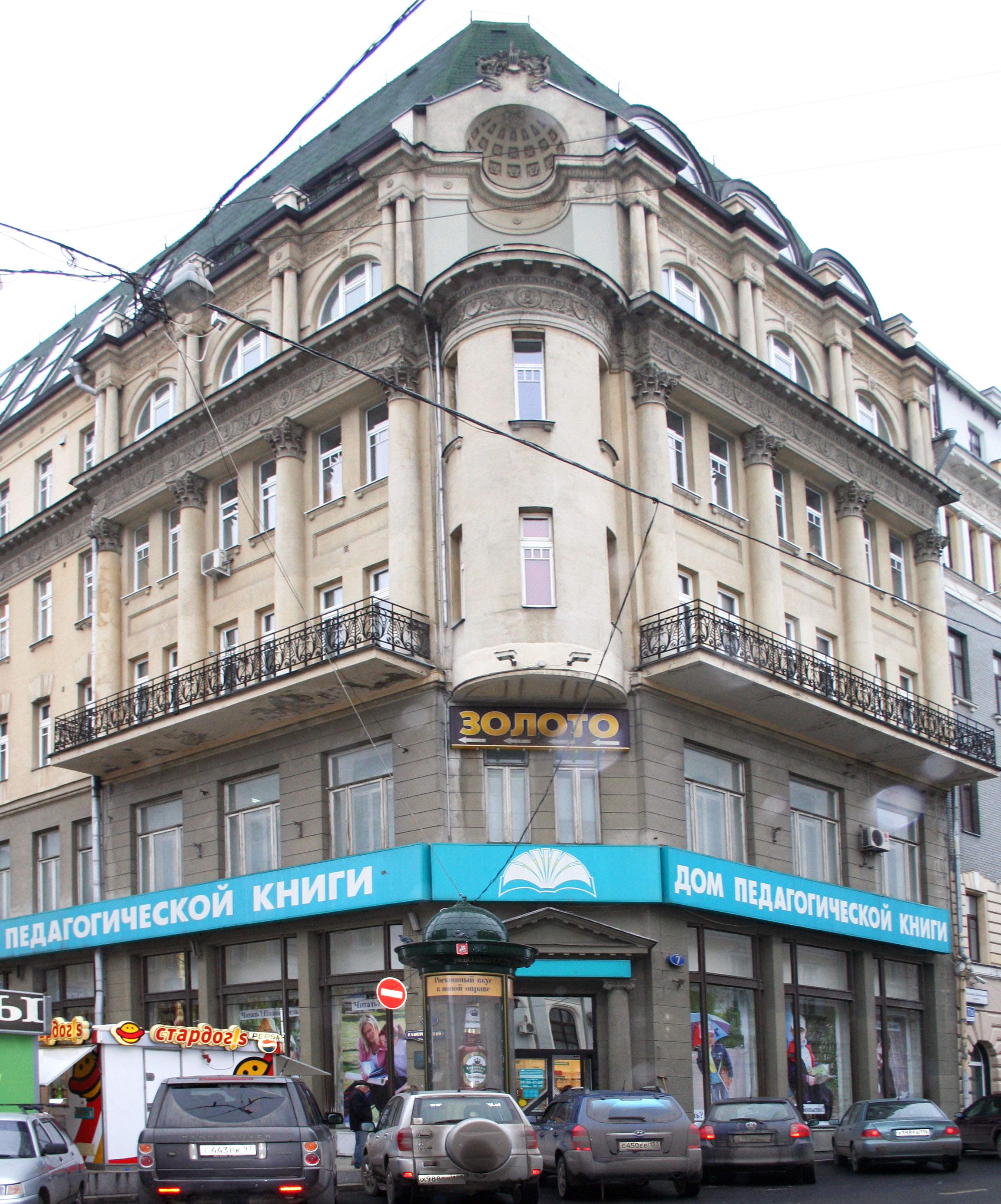
Immeuble de rapport Obolenski, bât. 1, Moscou.
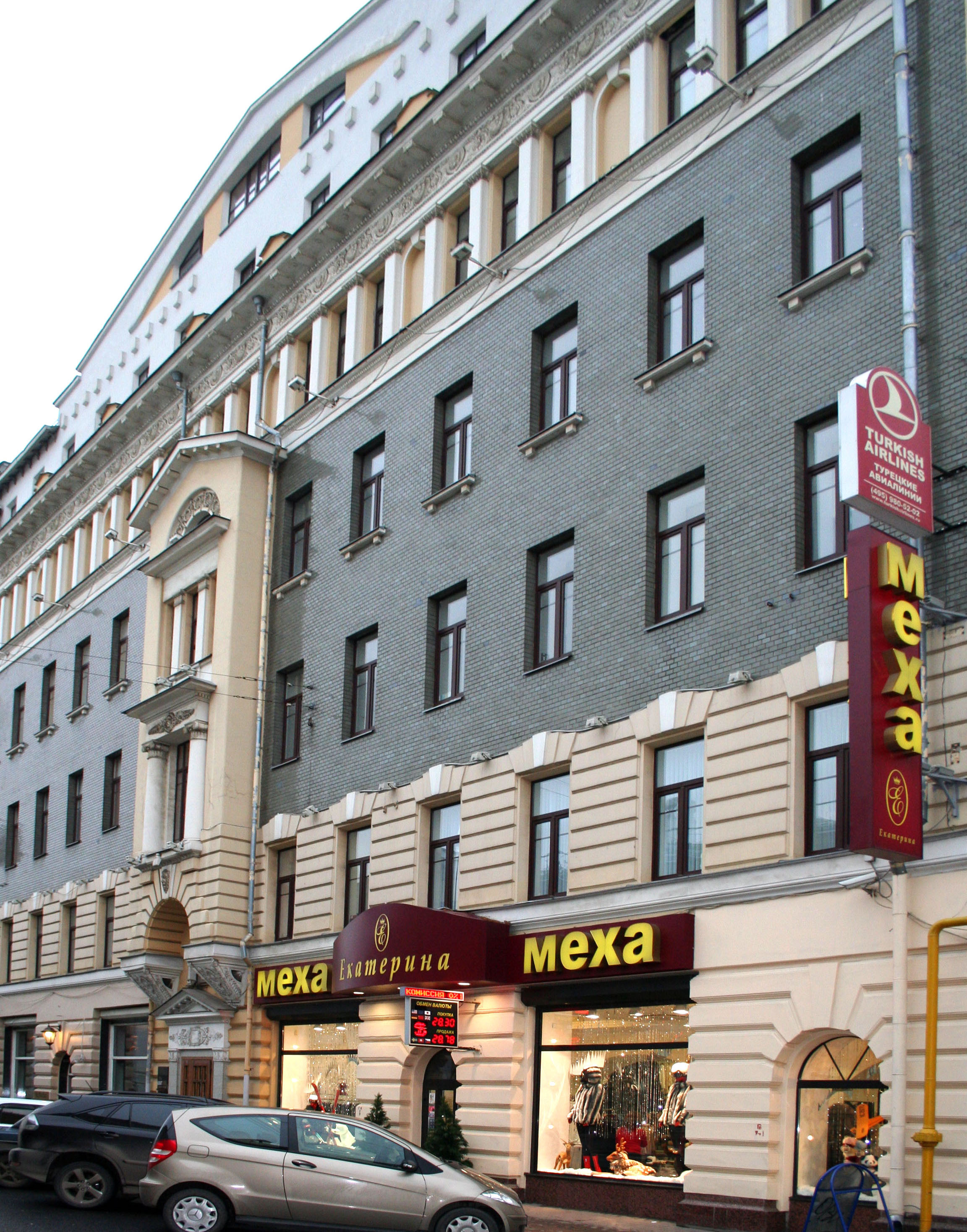
Immeuble de rapport Obolenski, bât. 2, Moscou.
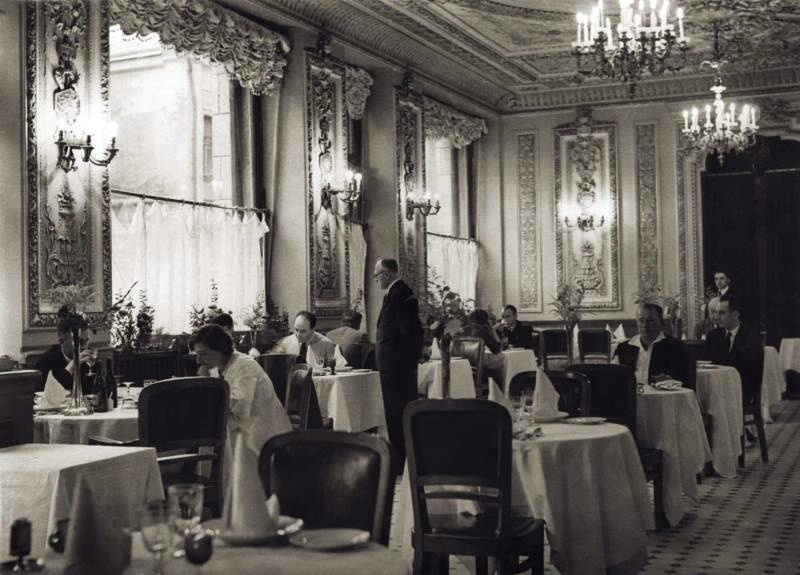
Restaurant de l'hôtel Savoy (vers 1930), Moscou.